# Клуб онанисток
«Клуб онанисток» (англ. The Onania Club) — предстоящий эротический фильм режиссёра Тома Сикса.

## Сюжет
Главная героиня фильма, обычная замужняя женщина, замечает, что испытывает сексуальное удовольствие только когда узнаёт плохие новости (например, о смерти друга). Она вступает в клуб женщин со схожими интересами — они получают удовольствие, наблюдая за страданиями других.

## В ролях
- Джессика Моррис — Ханна Вертри
- Дарси ДеМосс — Джоанна Старджон
- Дебора Твисс — Эрика Петрол
- Джон Т. Вудс — Барри Вертри
- Ария Компос — мать